# 瑞士國際空港服務有限公司
瑞士国际空港服务有限公司（英語：Swissport International Ltd）成立于1996年，总部位于瑞士的苏黎世。Swissport主要是在全球范围内为航空公司客户提供旅客服务、机坪保障、货物处理、航空安全、加油维修等航空地面服务。在18年中，Swissport已经发展到全球45个国家的263个机场，目前已经成为全球最大的机场地面服务公司。
2015年7月31日，海航集團與私募股權基金PAI Partners簽署協議，將以27.3億瑞郎（約人民幣175億元）收購瑞士國際空港服務有限公司全數股權。

## 服务
- 地面服务
  - 旅客和机坪服务、行李服务、票务、行李查询、休息室、VIP服务、值机与登机服务、不正常航班保障、航站管理与控制、配载、机组管理、除冰服务
- 货物服务
  - 货邮处理、文件处理、快递公司保障、第三方货库货物处理、全货机机坪保障、外包枢纽运营与管理、货运网络服务、电话中心与航空公司客户服务、卡车运输服务、仓储服务、e-Freight服务
- 加油服务
  - 飞机加油、油库管理与运营、加油站管理与运营、系统与管道、实验室燃油测试、特种车辆加油、特种车辆维修、加油系统项目维护、租车加油设施管理、技术审核、阴极保护检查
- 维修服务
  - 飞机维修、特种车辆维护、ULD维护
- 公务机服务
  - 全天候定制服务、快速的中转服务、旅客与机组服务、海关与边防服务、航权与落地许可申请 、飞行计划与天气信息、机场与跑道时刻申请与协调、包机预订、包机预定变更、餐食安排、酒店与饭店预订、豪华车和租车服务、加油安排
- 航空安全服务
  - 文件验证、准入控制、旅客安检、飞机安全服务、货物与行李安全扫描、集成安全

## 服务网络
Swissport代表约700家航空公司客户提供机场地面服务，每年保障乘客约2.24亿人，处理货物约410万吨，共拥有员工5.5万人，活跃在五大洲45个国家的263个机场，2013年实现综合经营收入30亿瑞士法郎。Swissport历年被评为年度“全球最佳地面服务公司“和“年度最佳货物保障代理”。